# 江相派
江相派是一個以面相算命為尋找對象的诈骗集團。「江」指江湖，「相」指宰相；加起来就是江湖上的宰相，一般打着相面、占卦的旗号，從而為信服的人分析命運，進而詐騙。根據已經傳出的資料計算，該門派流行於民國初年省港地區。

## 行騙流程
1. 一旦尋找到一哥（對象），便出軍馬（口才（碼）－亦稱昆術或昆碼）。“出馬”亦是象棋術語，即殺着或出擊。
2. 施展“審、敲、打、問”等軍馬棍騙口術，使他相信相士騙子的權威。
3. 施加“千、隆、響、賣”等棍術，務求一招應棍，使他懼怕，擔心大禍臨頭，令他求你指點消災避禍及轉運求財的方法。
4. 扎飛術：介紹往神棍處進行消災避禍、轉運或尋求橫財的方術儀式。
5. 繼續保持與“一哥”的聯繫，因為命運與相術並不能驗證，真的是呃人十年八年。
6. 如果遇到背後沒有勢力的所謂老襯[2]底而表面又乞人憎或鬼不交的鰐魚頭：實行做阿寶（大騙局）。
7. 脫身。

### 馬
本是象棋的棋子，多跟隨對方的「車」或「砲」，伺機出動。廣東話的「馬住（馬读英文Mark）」即跟蹤而伺機出動。

#### 術語
- 馬：（人物）手下/（動作）。
- 出馬：開始工作。
- 搬馬：集合手下。一班即一群。
- 馬住：盯梢、緊隨左右。
- 曬馬：展示手下(實力)。

### 昆碼
「昆」是昔日廣州「黑（背）語」，即欺騙說話。「碼」是特定的代替物品；籌碼是特定價目的金錢代替物而磅碼則是重量的替代物。江湖相士對準獵物的人格弱點，善於利用一套特定的說話，令其陷入圈套。不同的口碼要配合表情、聲勢和語氣。有審、敲、打、問等方法。其技巧還包括：－
- 千：任何議題，迎合對象性格。
- 隆：讚譽對方，使其表現真性情。
- 響：強調災禍必來，後果連累子孫。
- 賣：自我宣傳。

## 隱語

### 人物
「天地」隱喻父子、「追」隱喻子女、「比」隱喻兄弟或姊妹、「八」隱喻女性、「七」隱喻男性、「四子」隱喻士子、「生孫」隱喻商人、「一哥」本隱喻屍體，後引伸為迷信者、「火底」隱喻有財有勢的人、「畜生」隱喻混吉人士、「工」是勞工、「花底」隱喻以交際（花）換取生計的女性，「帝壽之徒」隱喻愚蠢的人。還有「老念」（和尚、道士），「琴头」（房东），「拖尾」（官吏），「蜂仔」（密探），「柒佬」即男人。

### 銀元
元稱「皮錦」、毫稱「星星」、金子稱「黃」、銀子稱「白」。

### 数目
一稱「流」、二稱「月」、三稱「汪」、四稱「則」、五稱「中」、六稱「孫」、七稱「星」、八稱「張」、九稱「崖」、十稱「局」、百稱「尺」、千稱「丈」、萬稱「方」。

### 從業者
班目（看相），叩经（占卦），问丙（算命），扎飞（拜神），盲丙（不知被騙的人，又稱老襯）。

### 其他
照子（或招子，眼睛），火（有財有勢），水（貧苦），古（倒楣），古烁（病患），帝（愚蠢糊塗），寿（窮途末路，倒楣）、帝寿（好騙的人）、拜万寿（無人可騙）。

## 成員
包括表面是相命先生、神棍、庙祝（廟宇主持）、道士、尼姑、和尚、斋堂主持、江湖贩药或賣藝者、骗子、喃呒佬（方術法師）和三合會人士等。

## 組織與承傳

### 張雪庵
清末，廣東的文幫詐騙集團公推張雪庵作教主，他表面的工作是看相先生，號「玄機子」。活動範圍遍及省港與南、番、順（現組織成佛山市）。

### 何立庭
張死後，嫡传弟子何立庭（1845-1928年，广东新会人）繼任。何遷到香港，在荷李活道營業，範圍包括占卦算命及開設鴉片煙館。何立庭有兩大弟子，一为李星南，一为傅吉臣。何去世後，傅吉臣因誘騙人家姨太太，同門不接受他。加上香港治安較佳，同行不需要互相保護或與其他幫派談判，這個幫派漸漸消失。

### 李星南
以道術種金著名，善用女色，最终被香港當局通緝（或被捕入獄）。

### 傅吉臣
傅吉臣曾给南天王陈济棠（廣東主政時期1929年-1936年）看相。批了一句话：“洪福贵重，机不可失。”又说：“老蒋不行，汪精卫没有福禄之相。”陈济棠自觉兵力富强，广东又有优厚财力，再与广西的桂系相合，于是，陈济棠於1936年6月與两广高级将领出面，声言組成「抗日救國軍」，准备出兵北上並通电南京反對蔣介石，發動兩廣事變。

## 制度
為了易於控制門徒，「江相派」的高層人物自稱是三合會人士，奉洪門之方照輿為祖師。方照輿是康熙年間的人，用相命先生身份行走江湖，掩護自己的反清活動。現在另有個別支派奉劉伯溫為祖師，民國後正式發展成詐騙集團。

## 等級與秘傳
派內分等級，一般不會傳給自己兒女，原因恐怕是表明一种公正以及不希望自己的子女行此道。他們的法术经典有：
1. 《英耀篇》（從外表、衣著、談話去評估個人性格的看相術加上「昆碼」去找尋合適人選）；
2. 《扎飞篇》（神棍騙術）；
3. 《阿宝篇》（棍騙大法，專門選擇那些好色、貪心的人，稍微騙一些小錢，不會讓受騙者傾家蕩產，由於他們遇騙後多不欲張揚，而此種騙財之道、好讓門派可以長久生存）。
4. 《軍馬篇》是一套專業術語，只在民間流傳，難登大雅之堂。多被正統論命者唾棄。

## 阿寶戒律
凡做阿寶，博觀而約取（不可過份），慎始更慎終，未算其利，先防其弊，未置梗媒，先放主媒（生媒），故善為相（老千）者，取之不竭（長取長有）其力，不傷其根（不傷受害人的命，不破壞其家庭，不奪取其產業，聽其自動奉獻，以保障整體利益）。

## 戒條與錯誤觀念
他们經常以「卜卦算命」為名來舞神弄鬼、诈骗钱财。雖然他們身為騙子，但他们有自己一套哲学和道德观念，表现出中国典型的江湖义气，又把騙財騙色的「拆白」和離人骨肉的「拐子」排除在外，表現出维护妇女贞节和重視人倫的傳統道德倫理觀。在清朝末年的生活困難時代，這些幫派的高級人物大都響應國民革命，推翻清朝後，有些更加入革命军去当諮議、参谋、书记等。
雖然他們有一定的倫理道德觀，但有個別成員也會違反這些規矩，例如香港的傅吉臣就曾用「扎飞」（舞神弄鬼）手段骗別人之妾為己妾，亦因此为同门师兄弟所不满，也是他在何立庭死后不能接任掌门的原因之一。
他們認為所騙的都是不義之財，為了把行騙合理化，就說人们被骗是由于自己贪婪，亦因此不排斥「放白鸽」（即以女色騙男人財），因為他們認為男人贪色被骗是咎由自取。